# Шавиц
Шавиц — река в России, протекает в Темниковском районе Республики Мордовия. Устье реки находится в 266 км по правому берегу реки Мокша. Длина реки составляет 15 км, площадь водосборного бассейна — 110 км². В верховьях называется также Варсклей.
Исток реки в Мордовском заповеднике в 8 км к северо-востоку от села Жегалово. Река течёт на юг, протекает деревни Приютово, Полянки, Андреевка. В нижнем течении протекает рядом с селом Жегалово, ниже которого впадает в боковую старицу Мокши. Шавиц — сезонная река и в межень пересыхает.

## Данные водного реестра
По данным государственного водного реестра России относится к Окскому бассейновому округу, водохозяйственный участок реки — Мокша от истока до водомерного поста города Темников, речной подбассейн реки — Мокша. Речной бассейн реки — Ока.
По данным геоинформационной системы водохозяйственного районирования территории РФ, подготовленной Федеральным агентством водных ресурсов:
- Код водного объекта в государственном водном реестре — 09010200112110000027872
- Код по гидрологической изученности (ГИ) — 110002787
- Код бассейна — 09.01.02.001
- Номер тома по ГИ — 10
- Выпуск по ГИ — 0